# Yankee Stadium (1923)
Il vecchio Yankee Stadium (soprannominato The House That Ruth Built, The Big Ballpark in the Bronx, The Cathedral of Baseball o semplicemente The Stadium) è stato uno stadio di baseball situato a New York City, nello stato di New York, Stati Uniti. Dal 1923 al 2008 (ad eccezione del 1974 e 1975) ha ospitato le partite casalinghe dei New York Yankees, una delle due squadre della città che milita nella Major League Baseball (MLB).
Costruito nel quartiere del Bronx, precisamente all'incrocio ad est tra la 161ª strada e River Avenue, era considerato uno degli impianti sportivi più famosi al mondo e su questo campo hanno giocato leggende del baseball quali Babe Ruth, Joe DiMaggio, Lou Gehrig e Mickey Mantle nonché diversi giocatori che hanno fatto la storia moderna di questo sport.
È stato inaugurato il 18 aprile 1923 con la prima partita di campionato nella quale la squadra di casa ha sconfitto gli acerrimi rivali dei Boston Red Sox con il punteggio di 4 a 1. Dopo più di 80 anni dalla sua costruzione si è deciso di rimpiazzarlo con un nuovo Yankee Stadium e il 21 settembre 2008 è stata giocata qui l'ultima partita di stagione regolare che si è conclusa 7 a 3 in favore degli Yankees contro i Baltimore Orioles. Nel marzo 2009 è cominciata la sua demolizione che è terminata il 13 maggio del 2010 e ha preceduto lo smantellamento di un altro storico stadio newyorkese, lo Shea Stadium.
Nonostante gli avvenimenti più significativi siano collegati a partite di baseball, durante la sua storia ha ospitato anche eventi di vario tipo per esempio campagne e manifestazioni politiche, concerti, partite di football e calcio, l'incontro di pugilato tra Muhammad Alì e Ken Norton e si sono celebrate qui messe di tre papi cattolici (Paolo VI, Giovanni Paolo II e Benedetto XVI).

## Storia
La sua costruzione iniziò il 5 maggio del 1922 e si completò in soli 284 giorni. Costruito principalmente con cemento e acciaio è formato da delle tribune su tre piani che costeggiavano la zona del campo fino alle basi.

## Capienza
Di seguito viene riportata la capienza dello stadio durante i rispettivi anni:
- 58,000 (1923)
- 62,000 (1927)
- 62,000 (1929)
- 71,699 (1937)
- 70,000 (1942)
- 67,000 (1948)
- 67,205 (1958)
- 67,337 (1961)
- 67,000 (1965)
- 65,010 (1971)
- 54,028 (1976)
- 57,145 (1977)
- 57,545 (1980)
- 57,478 (2003)
- 56,936 (2005)

## All-Star Game 2008
Il 15-16 luglio 2008 vi si è svolto l'MLB All-Star Game, l'ultimo in questo stadio prima della demolizione programmata per la fine della stessa stagione per far spazio a un nuovo e modernissimo impianto, sempre battezzato come Yankee Stadium, che è stato costruito a tempo di record e autofinanziato dalla società stessa per una cifra di 1,4 miliardi di dollari.
L'evento ha mantenuto le aspettative, fornendo grande spettacolo sotto tutti gli aspetti, difesa, attacco e pitching, ma soprattutto è stato l'All-Star Game più lungo della storia con i suoi 15 inning per una durata di 4 ore e 50 minuti.

## Galleria d'immagini

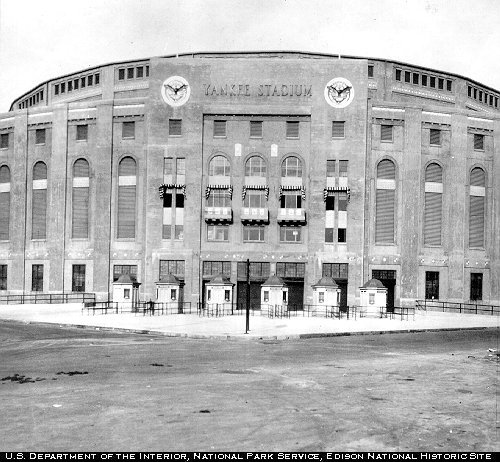
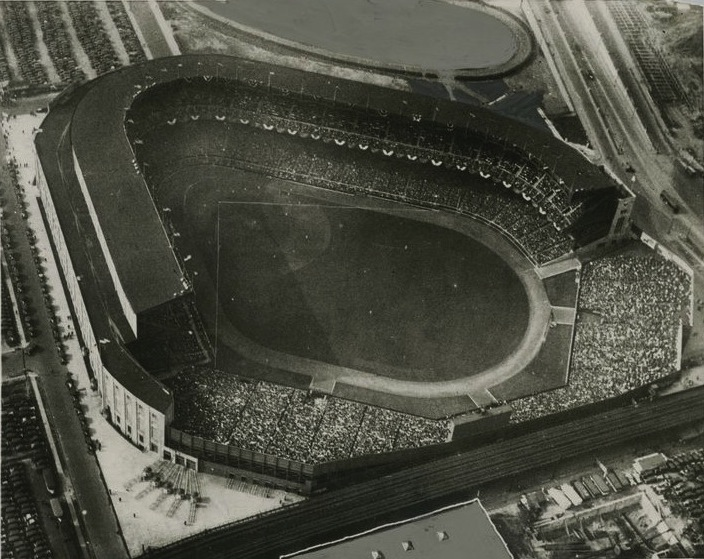
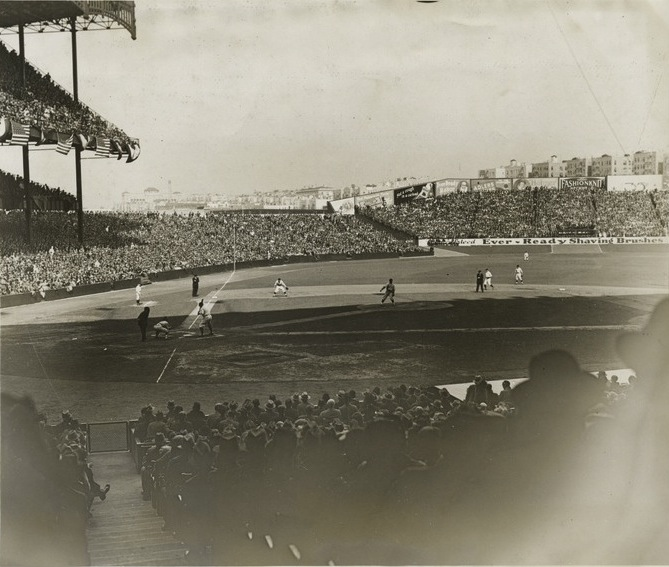
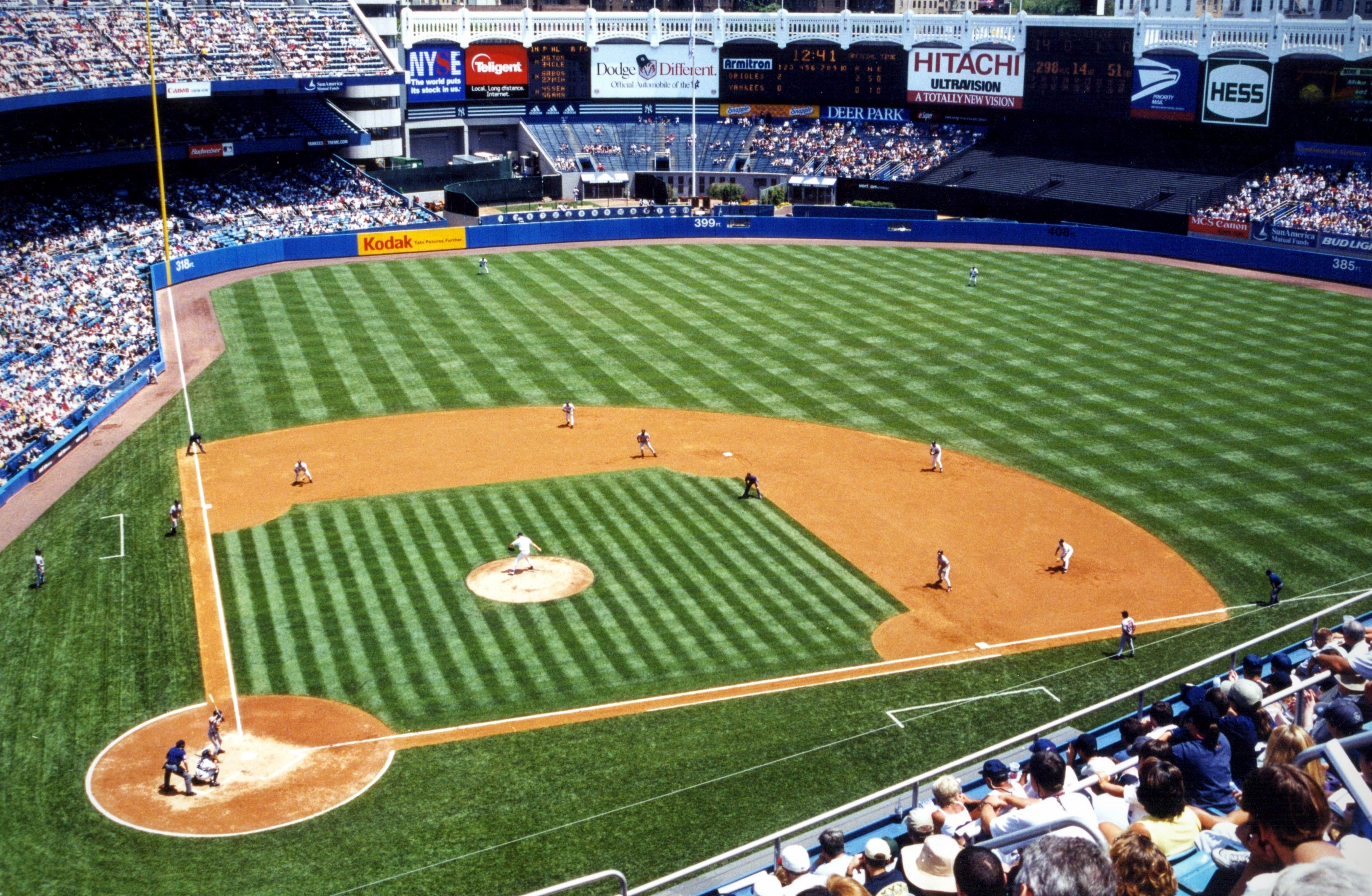
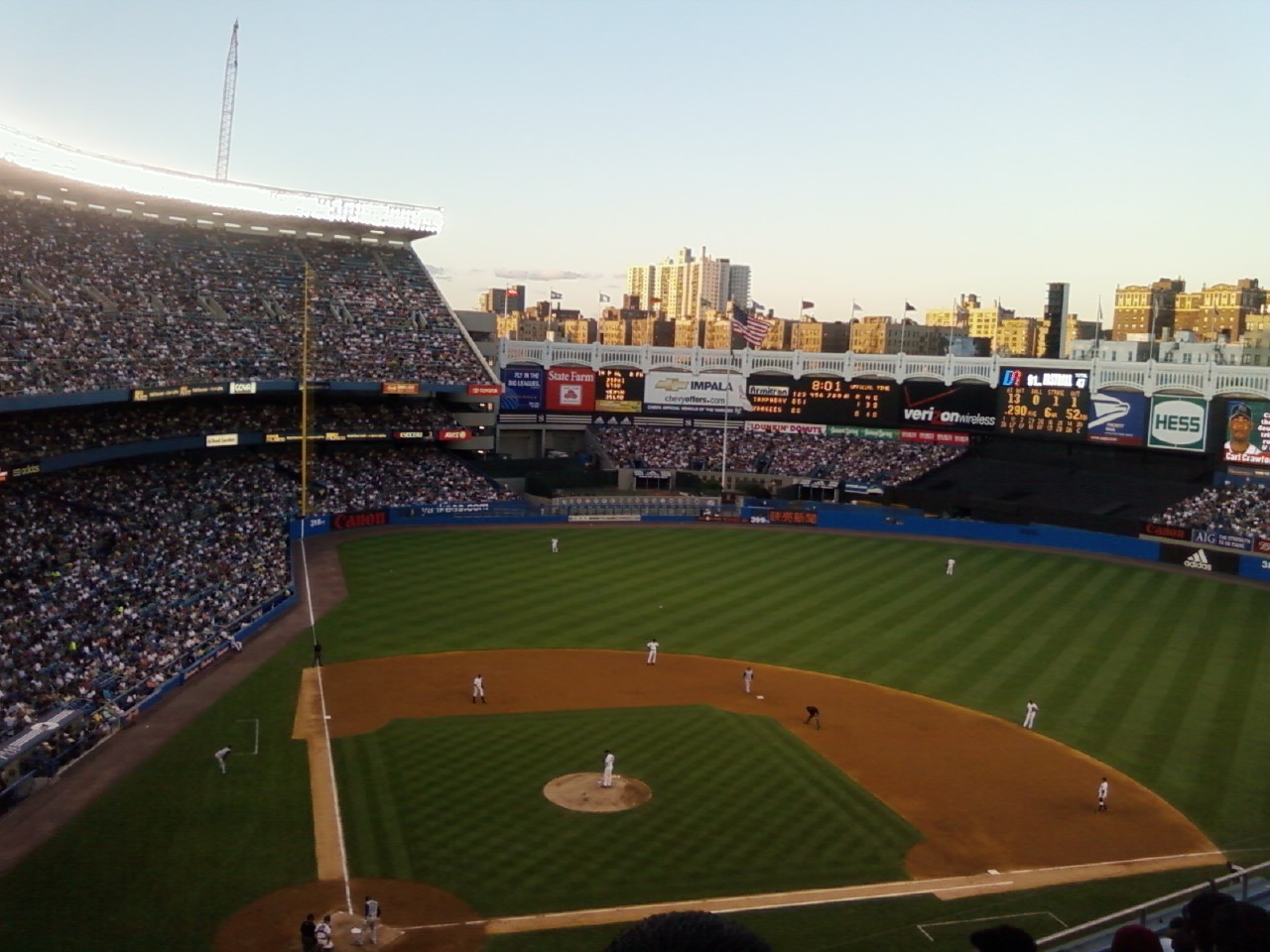
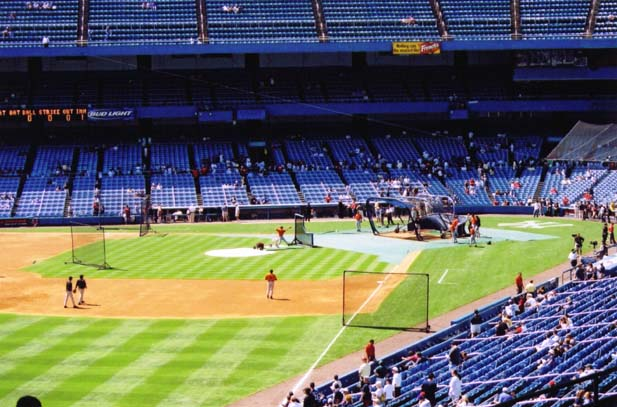
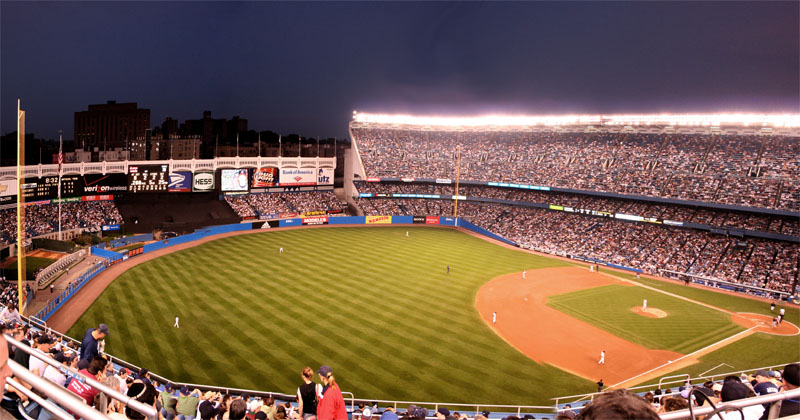
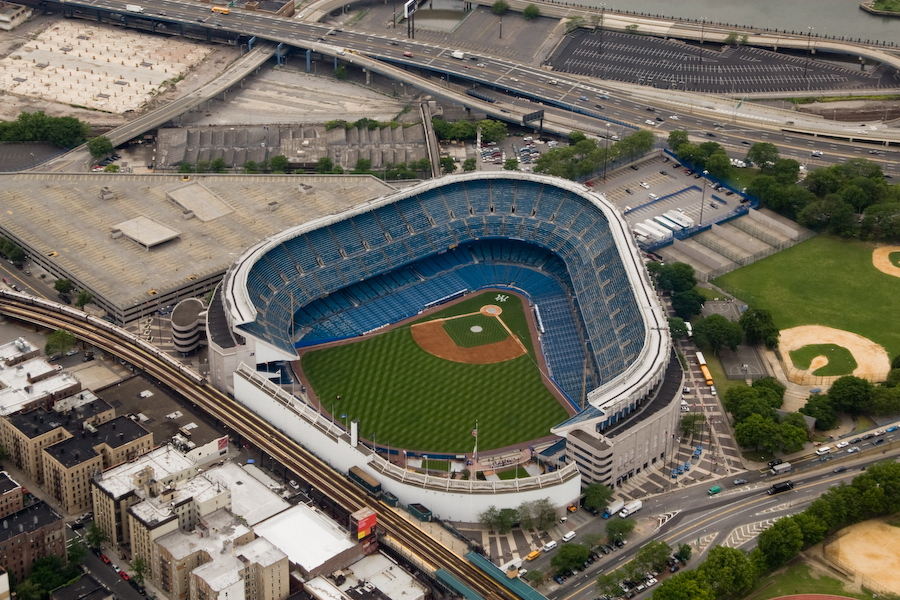
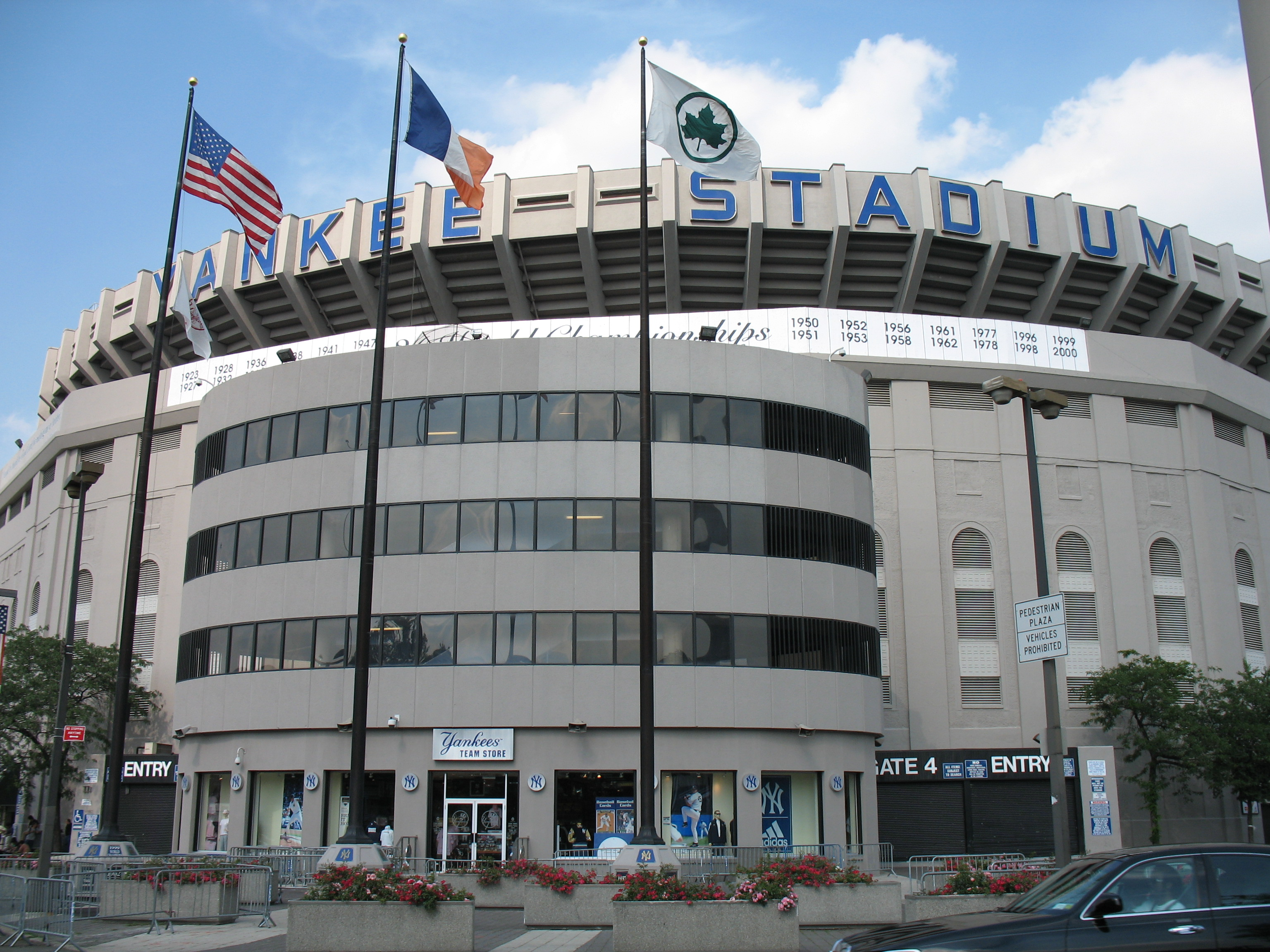
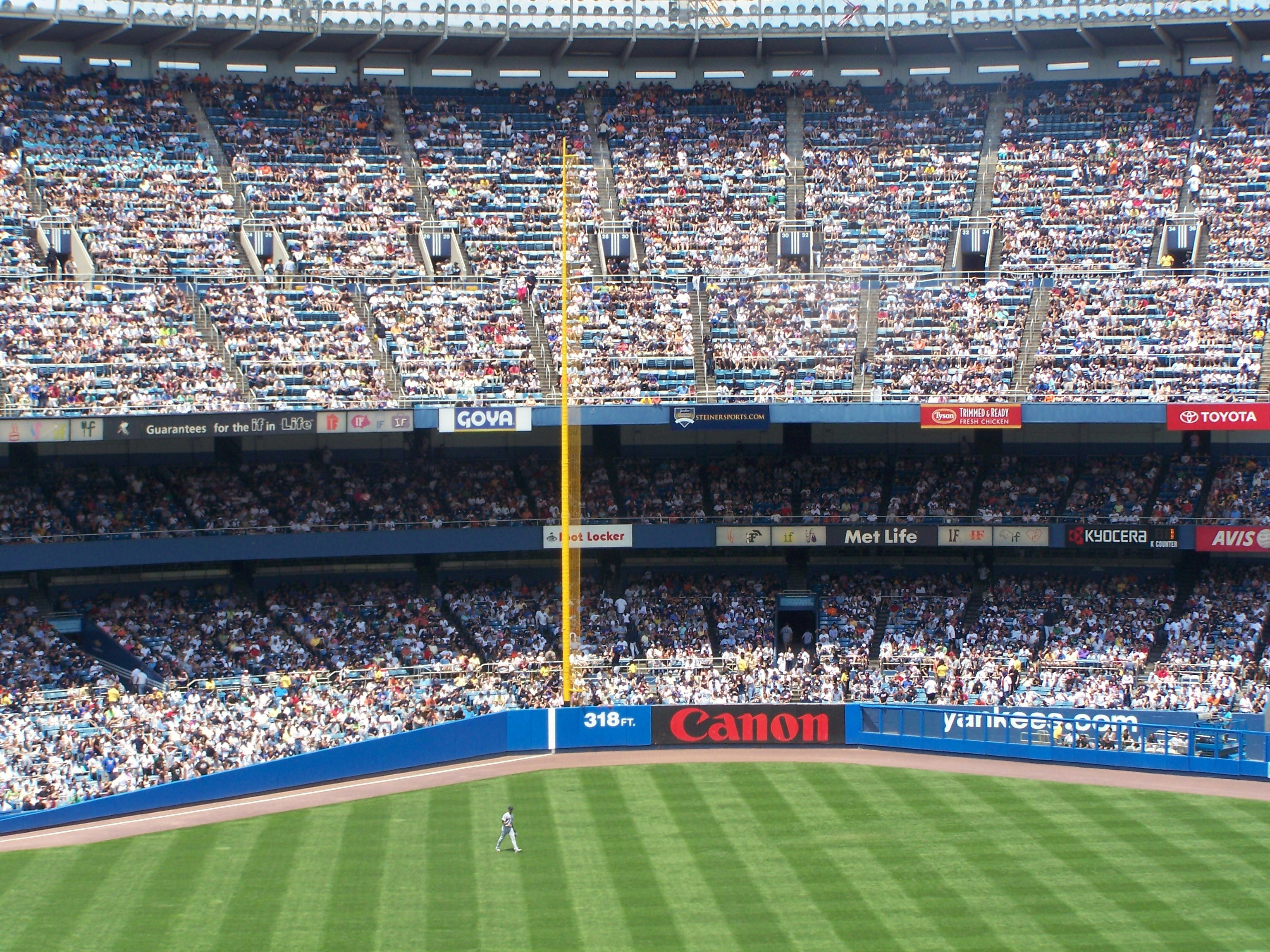
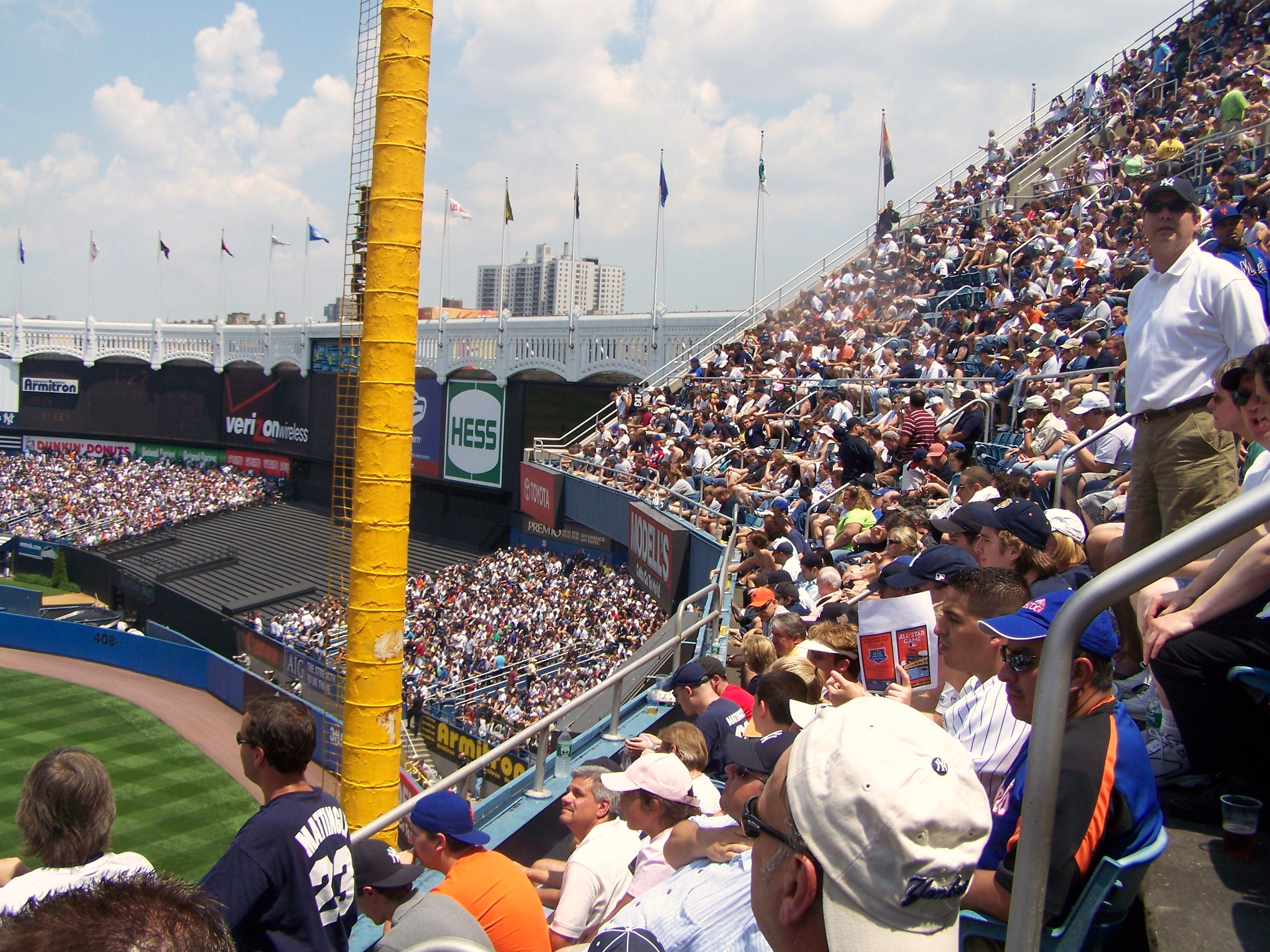
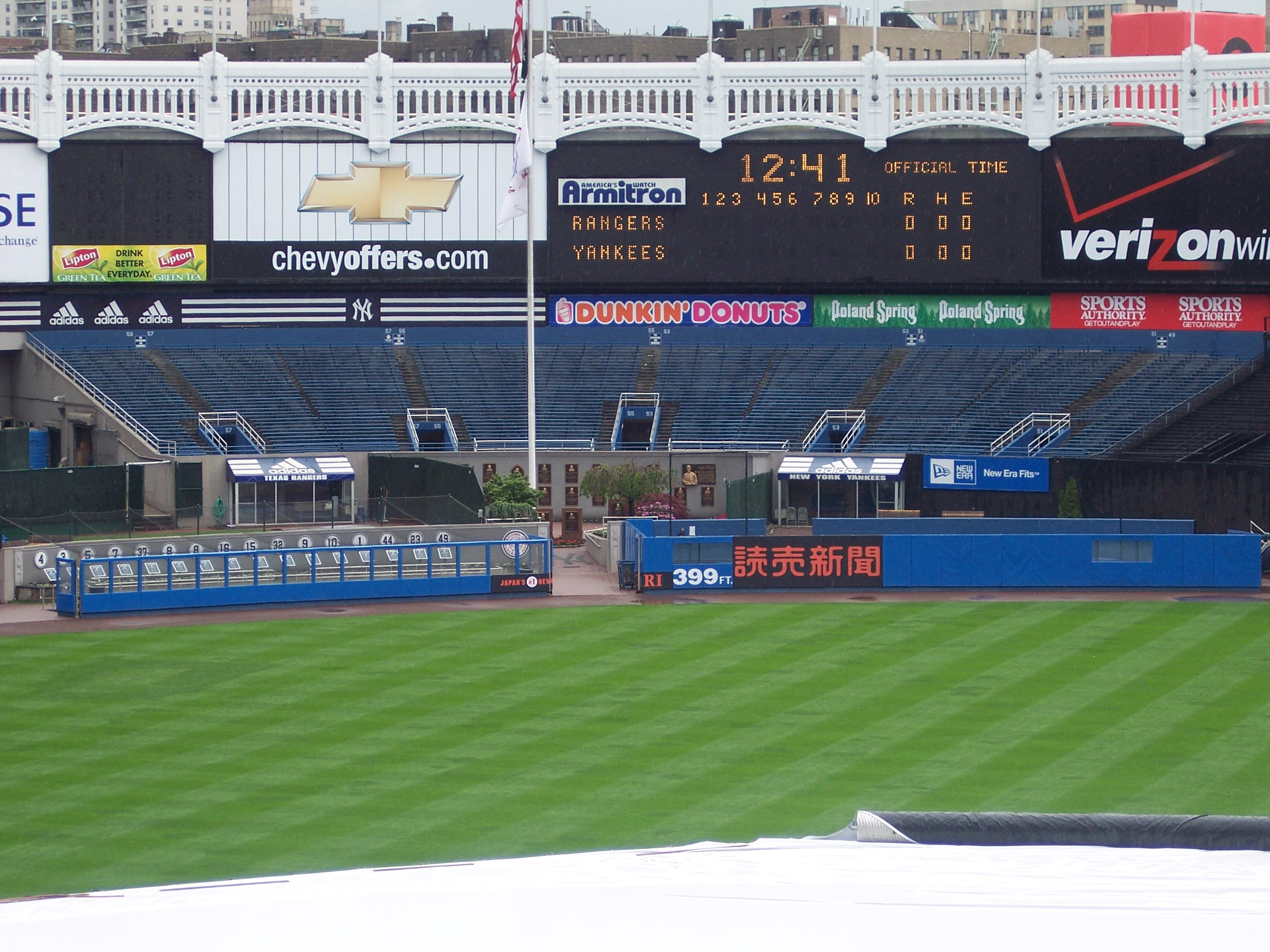
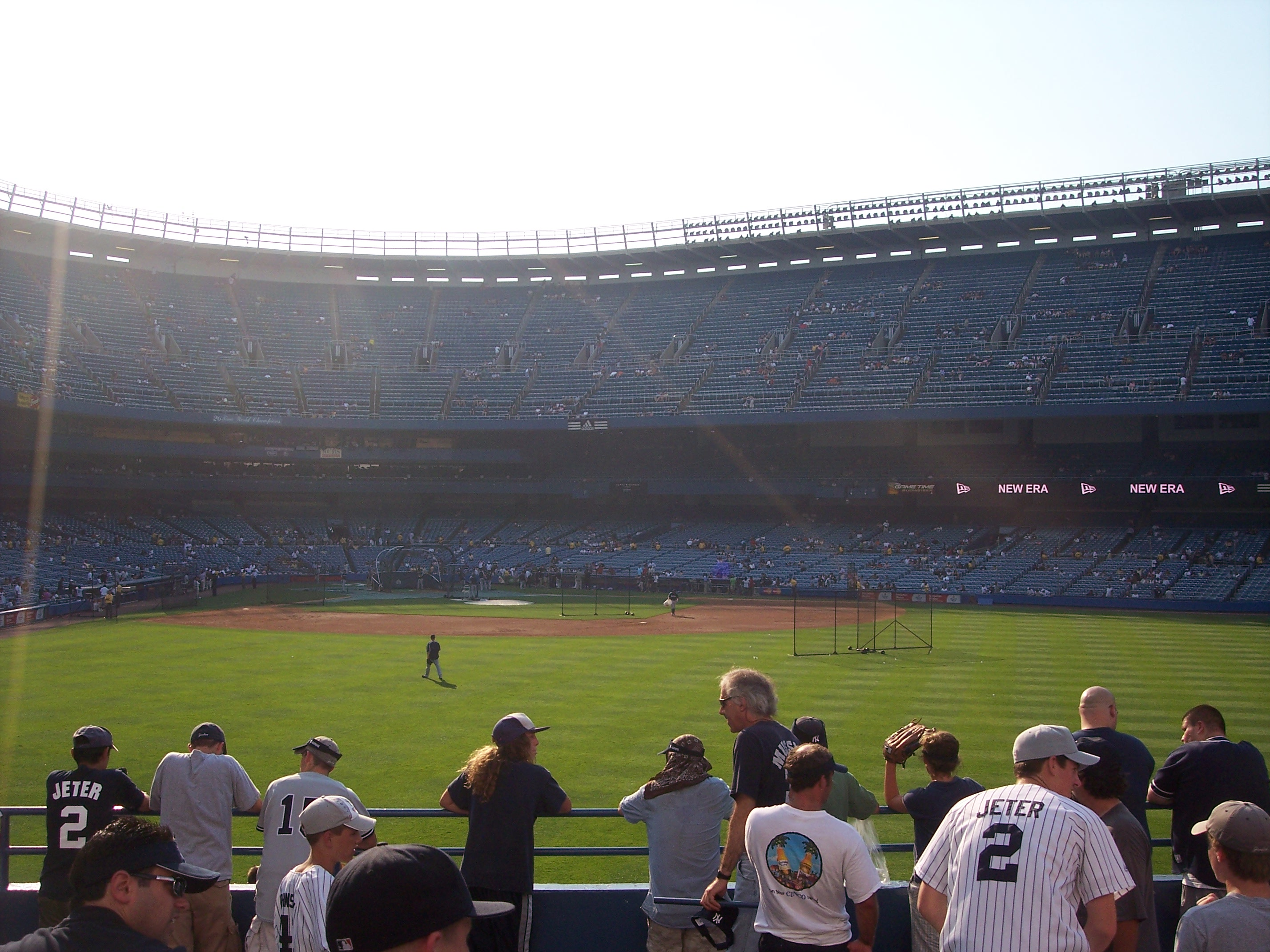
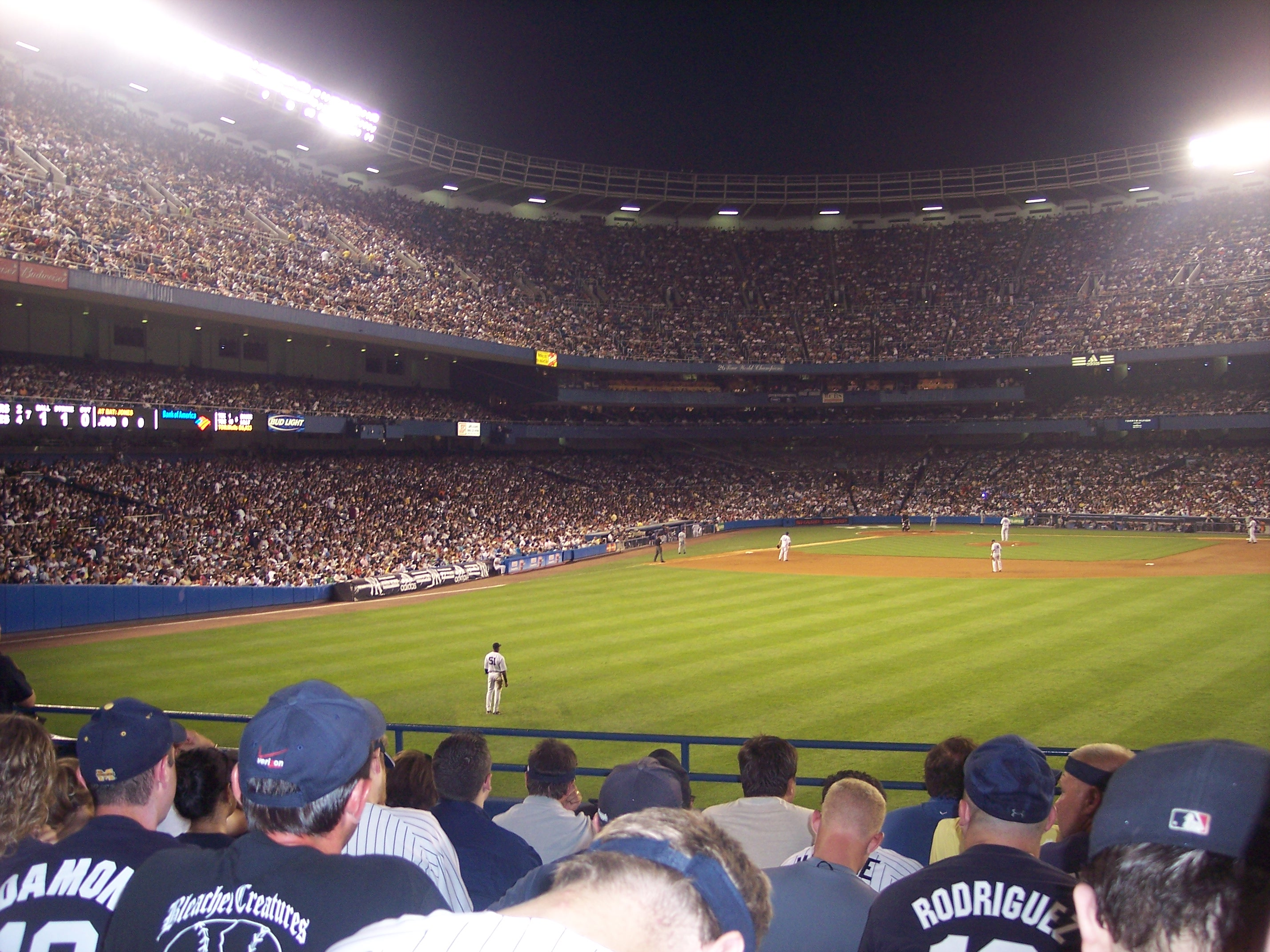
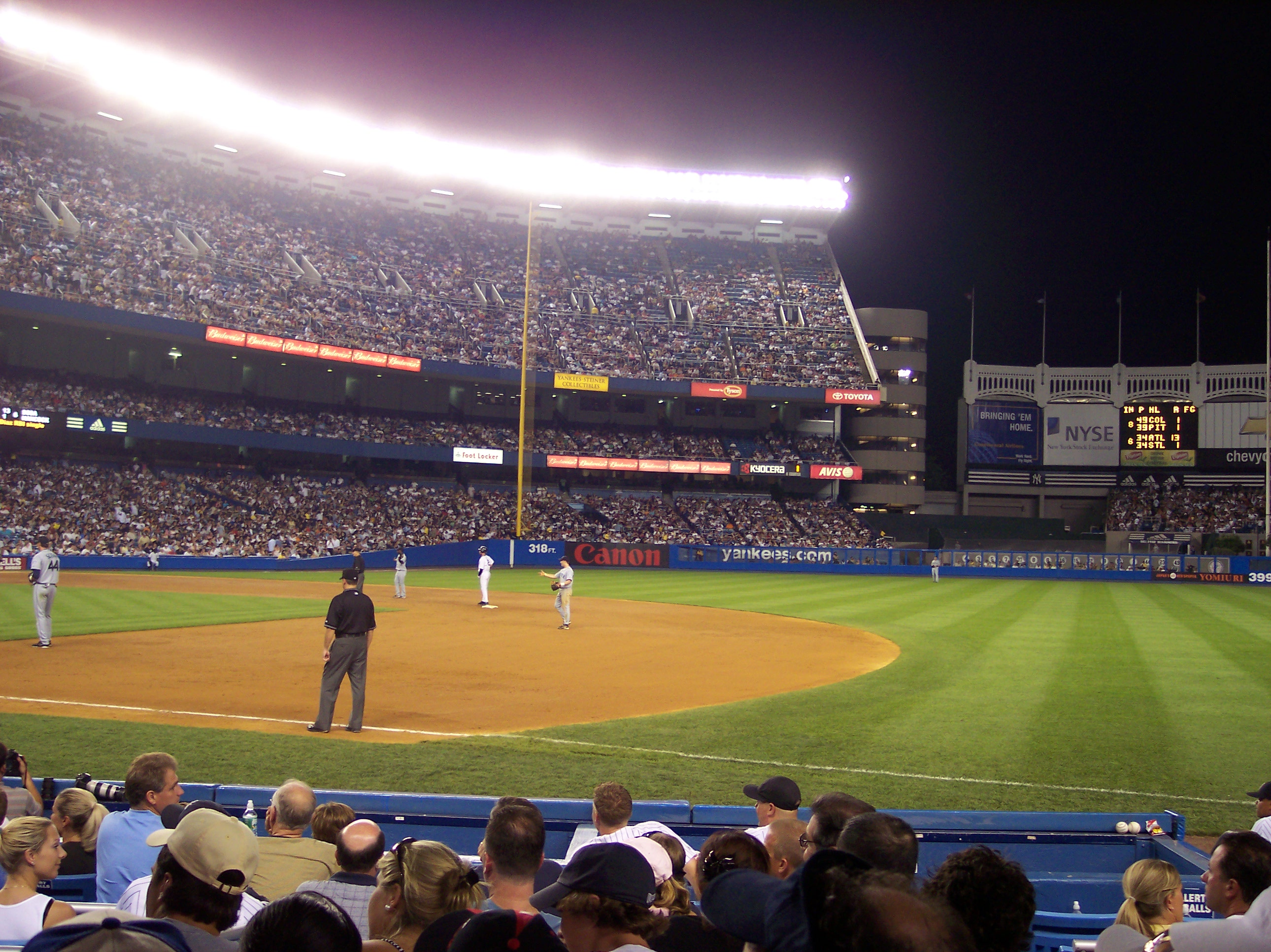
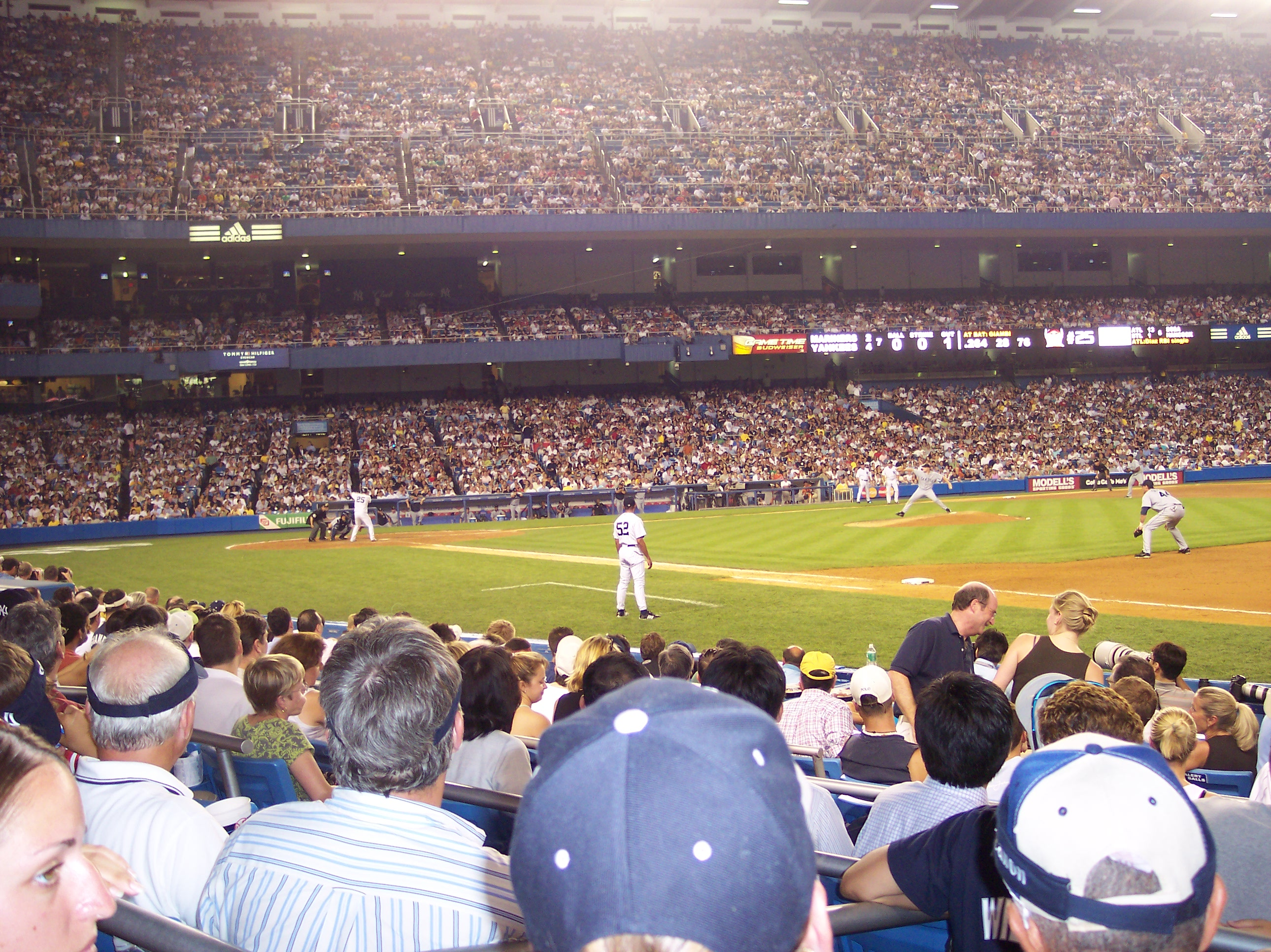